# Mr Gay Belgium
Mr Gay Belgium (tiếng Việt: Nam vương Đồng tính Bỉ) là cuộc thi thường niên dành cho những người đồng tính nam. Được tổ chức lần đầu vào năm 2013 với tên là Mr Gay Vlaanderen cho đến năm 2015.
Người chiến thắng sẽ nhận được một chiếc băng đeo chéo danh hiệu Mister Gay Belgium. Cộng thêm đóng vai trò là đại diện cho cộng đồng LGBT Bỉ và đại diện cho Bỉ tại cuộc thi quốc tế Mr Gay Europe & Mr Gay World.

## Người giữ danh hiệu
| Lần thứ | Năm  | Ngày                 | Mr Gay Belgium               | Á vương                 | Á vương                       | Nơi tổ chức                    | Số thí sinh |
| Lần thứ | Năm  | Ngày                 | Mr Gay Belgium               | 1                       | 2                             | Nơi tổ chức                    | Số thí sinh |
| ------- | ---- | -------------------- | ---------------------------- | ----------------------- | ----------------------------- | ------------------------------ | ----------- |
| 1       | 2013 | 28 tháng 6 năm 2013  | Tom Goris Tremelo            | David Dedeene Gent      | David Joëts Borgerhout        | D-Club, Antwerpen              | 11          |
| 2       | 2014 | 28 tháng 6 năm 2014  | Willem Joris Leuven          | Jordy De Smedt Boom     | Mehdi Achiba Menen            | Sint-Augustinuskerk, Antwerpen | 11          |
| 3       | 2015 | 29 tháng 5 năm 2015  | Skelte Willems Aarschot      | Jens Van Maele Brugge   | Bart Bruyninckx Deurne        | Theater Elckerlyc, Antwerpen   | 12          |
| 4       | 2016 | 28 tháng 5 năm 2016  | Raf Van Puymbroeck Vosselaar | Abdellah Bijat Gent     | Ignace Vermeulen Zwijndrecht  | Theater Elckerlyc, Antwerpen   | 11          |
| 5       | 2017 | 27 tháng 5 năm 2017  | Jaimie Deblieck Roeselare    | Gerrit Noerens Welle    | Ignace De Wolf Genk           | Theater Elckerlyc, Antwerpen   | 12          |
| 6       | 2018 | 2 tháng 6 năm 2018   | Bart Hesters Lochristi       | Nick Van Vooren Eeklo   | Josip Gallet Oosterzele       | Theater Elckerlyc, Antwerpen   | 12          |
| 7       | 2019 | 1 tháng 6 năm 2019   | Matthias De Roover Lokeren   | Thierry Toebat Geluwe   | Niels Van Den Steen Erpe-Mere | Theater Elckerlyc, Antwerpen   | 12          |
| 8       | 2020 | 17 tháng 10 năm 2020 | Joren Houtevels Leuven       | Roland Javornik Hasselt | Glen Mandos Pelt              | Theater Elckerlyc, Antwerpen   | 9           |
| 9       | 2022 | 12 tháng 11 năm 2022 | Maarten Truijen Kinrooi      | Tim Küsters Lint        | Jonas Defruyt Oedelem         | Theater Elckerlyc, Antwerpen   | 12          |
| 10      | 2024 | 24 tháng 8 năm 2024  | Imran Nawaz Rijkevorsel      | Tim Lengeler Asse       | Jonathan Tilburghs Antwerpen  | Play Zuid, Antwerpen           | 11          |

## Đại diện Bỉ tại các cuộc thi sắc đẹp quốc tế

### Mr Gay Europe
Chú thích màu
- : Nam vương
- : Á vương
- : Top chung kết
- : Top bán chung kết
- : Được giải thưởng đặc biệt

| Năm  | Thí sinh           | Thứ hạng       | Giải thưởng đặc biệt |
| ---- | ------------------ | -------------- | -------------------- |
| 2006 | Bart Hesters       | Không đạt giải |                      |
| 2007 | Jens Taghon        | Không đạt giải |                      |
| 2008 | Lionel Grégoire    | Không đạt giải |                      |
| 2009 | Cédric Fievey      | Không đạt giải |                      |
| 2013 | Tom Goris          | Không đạt giải |                      |
| 2014 | David Joëts        | Không đạt giải |                      |
| 2016 | Raf Van Puymbroeck | Mr Gay Europe  |                      |
| 2017 | Jaimie Deblieck    | Không đạt giải |                      |
| 2019 | Matthias De Roover | Á vương 1      |                      |
| 2022 | Joren Houtevels    | Không đạt giải |                      |
| 2023 | Maarten Truijen    | Không đạt giải |                      |
| 2025 | Imran Nawaz        | Á vương 1      | 1 - - Voting Award   |

### Mr Gay World
Chú thích màu
- : Nam vương
- : Á vương
- : Top chung kết
- : Top bán chung kết
- : Được giải thưởng đặc biệt

| Năm  | Thí sinh           | Thứ hạng       | Giải thưởng đặc biệt       |
| ---- | ------------------ | -------------- | -------------------------- |
| 2010 | Cédric Fievet      | Không đạt giải | 1 - - Mr. Gay Congeniality |
| 2013 | Tom Goris          | Không đạt giải |                            |
| 2014 | Willem Joris       | Không đạt giải |                            |
| 2015 | Jordy De Smedt     | Top 5          | 1 - - Social Media         |
| 2016 | Skelte Willems     | Top 12         |                            |
| 2017 | Raf Van Puymbroeck | Á vương 2      |                            |
| 2018 | Jaimie Deblieck    | Top 10         |                            |
| 2019 | Nick Van Vooren    | Á vương 4      |                            |
| 2023 | Maarten Truijen    | Top 5          |                            |

### International Mr Gay
Chú thích màu
- : Nam vương
- : Á vương
- : Top chung kết
- : Top bán chung kết
- : Được giải thưởng đặc biệt

| Năm       | Thí sinh          | Thứ hạng       |
| --------- | ----------------- | -------------- |
| 2009–2010 | Aziez Abdel Aarbi | Không đạt giải |

## Các lần tổ chức Mr Gay Belgium

### 2013
Mr Gay Vlaanderen 2013 là cuộc thi Mr Gay Vlaanderen lần thứ 1 được tổ chức tại D-Club, Antwerpen vào ngày 28 tháng 6 năm 2013. Có 11 thí sinh dự thi, Tom Goris đến từ Tremelo đăng quang ngôi vị Mr Gay Vlaanderen.
Kết quả
| Hạng                       | Thí sinh        |
| -------------------------- | --------------- |
| Mister Gay Vlaanderen 2013 | - Tom Goris     |
| Á vương 1                  | - David Dedeene |
| Á vương 2                  | - David Joëts   |

Giải thưởng đặc biệt
| Giải thưởng | Thí sinh            |
| ----------- | ------------------- |
| Fotogeniek  | - Jeroen Aertgeerts |
| Sympathie   | - Johan D'hooge     |

Các thí sinh
| Thí sinh           | Tuổi | Quê quán       |
| ------------------ | ---- | -------------- |
| Jeroen Aertgeerts  | 18   | Aartselaar     |
| Arne Baillieu      | 22   | Tienen         |
| David Dedeene      | 29   | Gent           |
| Johan D'hooge      | 26   | Antwerpen      |
| Mirando Dobbelaere | 24   | Harelbeke      |
| Roel Franssen      | 26   | Neerpelt       |
| Tom Goris          | 34   | Tremelo        |
| Brandon Groenen    | 24   | Neerpelt       |
| Wesley Haambuckers | 20   | Kinrooi        |
| David Joëts        | 33   | Borgerhout     |
| Sven Spreutels     | 22   | Ottenburg/Gent |

### 2014
Mr Gay Vlaanderen 2014 là cuộc thi Mr Gay Vlaanderen lần thứ 2 được tổ chức tại Sint-Augustinuskerk, Antwerpen vào ngày 28 tháng 6 năm 2014. Có 11 thí sinh dự thi, Willem Joris đến từ Leuven đăng quang ngôi vị Mr Gay Vlaanderen.
Kết quả
| Hạng                       | Thí sinh         |
| -------------------------- | ---------------- |
| Mister Gay Vlaanderen 2014 | - Willem Joris   |
| Á vương 1                  | - Jordy De Smedt |
| Á vương 2                  | - Mehdi Achiba   |

Giải thưởng đặc biệt
| Giải thưởng | Thí sinh          |
| ----------- | ----------------- |
| Fotogeniek  | - Jorgo Kiopekzis |
| Sympathie   | - Bart De Greve   |

Các thí sinh
| Thí sinh         | Tuổi | Quê quán  |
| ---------------- | ---- | --------- |
| Mehdi Achiba     | 30   | Menen     |
| Kevin Cordy      | 20   | Oostende  |
| Jurgen De Coster | 26   | Halen     |
| Bart De Greve    | 34   | Lochristi |
| Jordy De Smedt   | 19   | Boom      |
| Lesley Dosquet   | 25   | Tremelo   |
| Jorgo Kiopekzis  | 24   | Antwerpen |
| Loïc Pattyn      | 18   | Rollegem  |
| Tim Van de putte | 27   | Deinze    |
| Willem Joris     | 28   | Leuven    |
| Marciano Zaalman | 31   | Wijnegem  |

### 2015
Mr Gay Vlaanderen 2015 là cuộc thi Mr Gay Vlaanderen lần thứ 3 được tổ chức tại Theater Elckerlyc, Antwerpen vào ngày 29 tháng 5 năm 2015. Có 12 thí sinh dự thi, Skelte Willems đến từ Aarschot đăng quang ngôi vị Mr Gay Vlaanderen.
Kết quả
| Hạng                       | Thí sinh          |
| -------------------------- | ----------------- |
| Mister Gay Vlaanderen 2015 | - Skelte Willems  |
| Á vương 1                  | - Jens Van Maele  |
| Á vương 2                  | - Bart Bruyninckx |

Giải thưởng đặc biệt
| Giải thưởng | Thí sinh         |
| ----------- | ---------------- |
| Fotogeniek  | - Skelte Willems |
| Sympathie   | - Stijn Geeroms  |

Các thí sinh
| Thí sinh            | Tuổi | Quê quán   |
| ------------------- | ---- | ---------- |
| Bart Bruyninckx     | 24   | Deurne     |
| Joachim Cox         | 19   | Bocholt    |
| Dylan De Vroe       | 21   | Oudenaarde |
| Stijn Geeroms       | 26   | Antwerpen  |
| Wilbert Lacroes     | 33   | Berchem    |
| Marco Nash          | 27   | Averbode   |
| Tom Pollaris        | 21   | Zonhoven   |
| Thierry Putzeys     | 26   | Hasselt    |
| Tony Van Aelst      | 20   | Merksem    |
| Joël Van Buggenhout | 28   | Antwerpen  |
| Jens Van Maele      | 24   | Brugge     |
| Skelte Willems      | 20   | Aarschot   |

### 2016
Mr Gay Belgium 2016 là cuộc thi Mr Gay Belgium lần thứ 4 được tổ chức tại Theater Elckerlyc, Antwerpen vào ngày 28 tháng 5 năm 2016. Có 11 thí sinh dự thi, Raf Van Puymbroeck đến từ Vosselaar đăng quang ngôi vị Mr Gay Belgium.
Kết quả
| Hạng                    | Thí sinh             |
| ----------------------- | -------------------- |
| Mister Gay Belgium 2016 | - Raf Van Puymbroeck |
| Á vương 1               | - Abdellah Bijat     |
| Á vương 2               | - Ignace Vermeulen   |

Giải thưởng đặc biệt
| Giải thưởng | Thí sinh                |
| ----------- | ----------------------- |
| Fotogeniek  | - Raf Van Puymbroeck    |
| Sympathie   | - Sidney Demeulemeester |

Các thí sinh
| Thí sinh              | Tuổi | Quê quán          |
| --------------------- | ---- | ----------------- |
| Kevin Aerts           | 33   | Heist-op-den-Berg |
| Abdellah Bijat        | 22   | Gent              |
| Lenz Borgenon         | 22   | Boechout          |
| Sidney Demeulemeester | 29   | Torhout           |
| Dominique Goedvriendt | 19   | Zwijndrecht       |
| Ayrton Hensmans       | 17   | Betekom           |
| Nico Maes             | 26   | Lede              |
| Tim Van Bael          | 24   | Wiekevorst        |
| Glenn Van Meerbeek    | 23   | Hasselt           |
| Raf Van Puymbroeck    | 21   | Vosselaar         |
| Ignace Vermeulen      | 19   | Zwijndrecht       |

### 2017
Mr Gay Belgium 2017 là cuộc thi Mr Gay Belgium lần thứ 5 được tổ chức tại Theater Elckerlyc, Antwerpen vào ngày 27 tháng 5 năm 2017. Có 12 thí sinh dự thi, Jaimie Deblieck đến từ Roeselare đăng quang ngôi vị Mr Gay Belgium.
Kết quả
| Hạng                    | Thí sinh          |
| ----------------------- | ----------------- |
| Mister Gay Belgium 2017 | - Jaimie Deblieck |
| Á vương 1               | - Gerrit Noerens  |
| Á vương 2               | - Ignace De Wolf  |

Giải thưởng đặc biệt
| Giải thưởng | Thí sinh          |
| ----------- | ----------------- |
| Fotogeniek  | - Jaimie Deblieck |
| Sympathie   | - Gerrit Noerens  |

Các thí sinh
| Thí sinh          | Tuổi | Quê quán     |
| ----------------- | ---- | ------------ |
| Grégory Danvoie   | 23   | Luik         |
| Sasha De Swert    | 22   | Hoboken      |
| Gaëtan De Vos     | 24   | Ursel        |
| Ignace De Wolf    | 20   | Genk         |
| Jaimie Deblieck   | 18   | Roeselare    |
| Tim Lauwers       | 19   | Kasterlee    |
| Gerrit Noerens    | 38   | Welle        |
| Joffrey Notermans | 19   | Neeroeteren  |
| Alan Roelants     | 23   | Antwerpen    |
| Sam Schotsmans    | 20   | Sint-Truiden |
| Cédric Suetens    | 18   | Hemiksem     |
| Dries Van de Put  | 21   | Keerbergen   |

### 2018
Mr Gay Belgium 2018 là cuộc thi Mr Gay Belgium lần thứ 6 được tổ chức tại Theater Elckerlyc, Antwerpen vào ngày 2 tháng 6 năm 2018. Có 12 thí sinh dự thi, Bart Hesters đến từ Lochristi đăng quang ngôi vị Mr Gay Belgium.
Kết quả
| Hạng                    | Thí sinh          |
| ----------------------- | ----------------- |
| Mister Gay Belgium 2018 | - Bart Hesters    |
| Á vương 1               | - Nick Van Vooren |
| Á vương 2               | - Josip Gallet    |

Giải thưởng đặc biệt
| Giải thưởng | Thí sinh       |
| ----------- | -------------- |
| Fotogeniek  | - Bart Hesters |
| Sympathie   | - Josip Gallet |

Các thí sinh
| Thí sinh           | Tuổi | Quê quán     |
| ------------------ | ---- | ------------ |
| Jessie Caignie     | 20   | Ieper        |
| Falko De Bolster   | 23   | Berlaar      |
| Jordy De Boo       | 19   | Gent         |
| Olivier De Coster  | 24   | Perk         |
| Jorben De Cubber   | 18   | Gent         |
| Simon De Witte     | 19   | Ingelmunster |
| Josip Gallet       | 24   | Oosterzele   |
| Bart Hesters       | 32   | Lochristi    |
| Davy Lambrechts    | 35   | Kortessem    |
| Rémy Penant        | 30   | Brussel      |
| Andreas Van Poucke | 25   | Nazareth     |
| Nick Van Vooren    | 21   | Eeklo        |

### 2019
Mr Gay Belgium 2019 là cuộc thi Mr Gay Belgium lần thứ 7 được tổ chức tại Theater Elckerlyc, Antwerpen vào ngày 1 tháng 6 năm 2019. Có 12 thí sinh dự thi, Matthias De Roover đến từ Lokeren đăng quang ngôi vị Mr Gay Belgium.
Kết quả
| Hạng                    | Thí sinh              |
| ----------------------- | --------------------- |
| Mister Gay Belgium 2019 | - Matthias De Roover  |
| Á vương 1               | - Thierry Toebat      |
| Á vương 2               | - Niels Van Den Steen |

Giải thưởng đặc biệt
| Giải thưởng | Thí sinh              |
| ----------- | --------------------- |
| Fotogeniek  | - Niels Van Den Steen |
| Charity     | - Geoff Fontignie     |

Các thí sinh
| Thí sinh            | Tuổi | Quê quán     |
| ------------------- | ---- | ------------ |
| Denley Blanchard    | 20   | Retie        |
| Dieter Celis        | 19   | Sint-Truiden |
| Matthias De Roover  | 25   | Lokeren      |
| Dylan Du Bois       | 26   | Kessel-Lo    |
| Aaron Hanssens      | 20   | Brugge       |
| Kiren Laureyns      | 26   | Sint-Niklaas |
| Geoff Fontignie     | 35   | Brussel      |
| Jochem Smits        | 18   | Edegem       |
| Thierry Toebat      | 40   | Geluwe       |
| Joris Van Damme     | 27   | Erpe-Mere    |
| Niels Van Den Steen | 24   | Erpe-Mere    |
| Jelle Vervloessem   | 28   | Leuven       |

### 2020
Mr Gay Belgium 2020 là cuộc thi Mr Gay Belgium lần thứ 8 được tổ chức tại Theater Elckerlyc, Antwerpen vào ngày 17 tháng 10 năm 2020. Có 9 thí sinh dự thi, Joren Houtevels đến từ Leuven đăng quang ngôi vị Mr Gay Belgium.
Kết quả
| Hạng                    | Thí sinh          |
| ----------------------- | ----------------- |
| Mister Gay Belgium 2020 | - Joren Houtevels |
| Á vương 1               | - Roland Javornik |
| Á vương 2               | - Glen Mandos     |

Giải thưởng đặc biệt
| Giải thưởng | Thí sinh          |
| ----------- | ----------------- |
| Fotogeniek  | - Daan Burghgrave |
| Charity     | - Glen Mandos     |

Các thí sinh
| Thí sinh                     | Tuổi | Quê quán           |
| ---------------------------- | ---- | ------------------ |
| Kevin Bas                    | 28   | Sint-Joris-Winge   |
| Jarno Biesemans              | 19   | Sint-Pieters-Leeuw |
| Daan Burghgrave              | 22   | Dendermonde        |
| Alexandre du Bus de Warnaffe | 21   | Ukkel              |
| Joren Houtevels              | 20   | Leuven             |
| Roland Javornik              | 37   | Hasselt            |
| Glen Mandos                  | 26   | Pelt               |
| Aaron Vanderstichele         | 23   | Gent               |
| Thomas Vervloet              | 22   | Lommel             |

### 2022
Mr Gay Belgium 2022 là cuộc thi Mr Gay Belgium lần thứ 9 được tổ chức tại Theater Elckerlyc, Antwerpen vào ngày 12 tháng 12 năm 2022. Có 12 thí sinh dự thi, Maarten Truijen đến từ Kinrooi đăng quang ngôi vị Mr Gay Belgium.

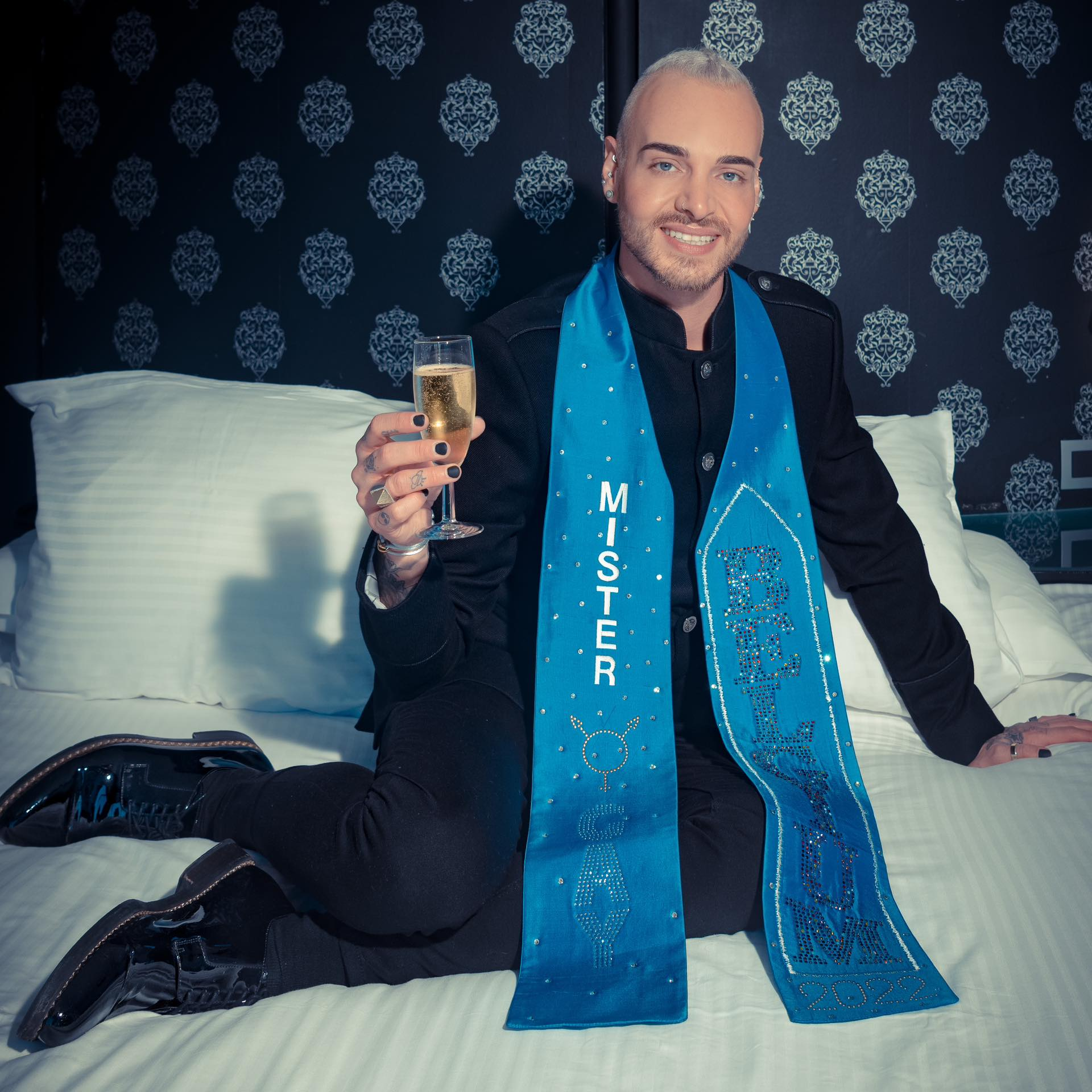
Mr Gay Belgium Maarten Truijen

Kết quả
| Hạng                    | Thí sinh          |
| ----------------------- | ----------------- |
| Mister Gay Belgium 2022 | - Maarten Truijen |
| Á vương 1               | - Tim Küsters     |
| Á vương 2               | - Jonas Defruyt   |

Giải thưởng đặc biệt
| Giải thưởng | Thí sinh       |
| ----------- | -------------- |
| Fotogeniek  | - Ben Vanhuyse |
| Charity     | - Ben Vanhuyse |

Các thí sinh
| Thí sinh              | Tuổi | Quê quán  |
| --------------------- | ---- | --------- |
| Sasha Clijnen         | 22   | Diest     |
| Jonas Defruyt         | 34   | Oedelem   |
| Tim Küsters           | 27   | Lint      |
| Dinesh George Lourdes | 29   | Antwerpen |
| Christof Machiels     | 21   | Genk      |
| Jeremie Rheau         | 22   | Tubize    |
| Luìs Tavares da Silva | 30   | Gent      |
| Mike Tegelaars        | 31   | Pelt      |
| Thomas Timmerman      | 27   | Ruisbroek |
| Maarten Truijen       | 33   | Kinrooi   |
| Ben Vanhuyse          | 18   | Roeselare |
| Mike Vanmolle         | 26   | Bilzen    |

### 2024
Mr Gay Belgium 2024 là cuộc thi Mr Gay Belgium lần thứ 10 được tổ chức tại Play Zuid, Antwerpen vào ngày 24 tháng 8 năm 2024. Có 11 thí sinh dự thi, Imran Nawaz đến từ Rijkevorsel đăng quang ngôi vị Mr Gay Belgium.

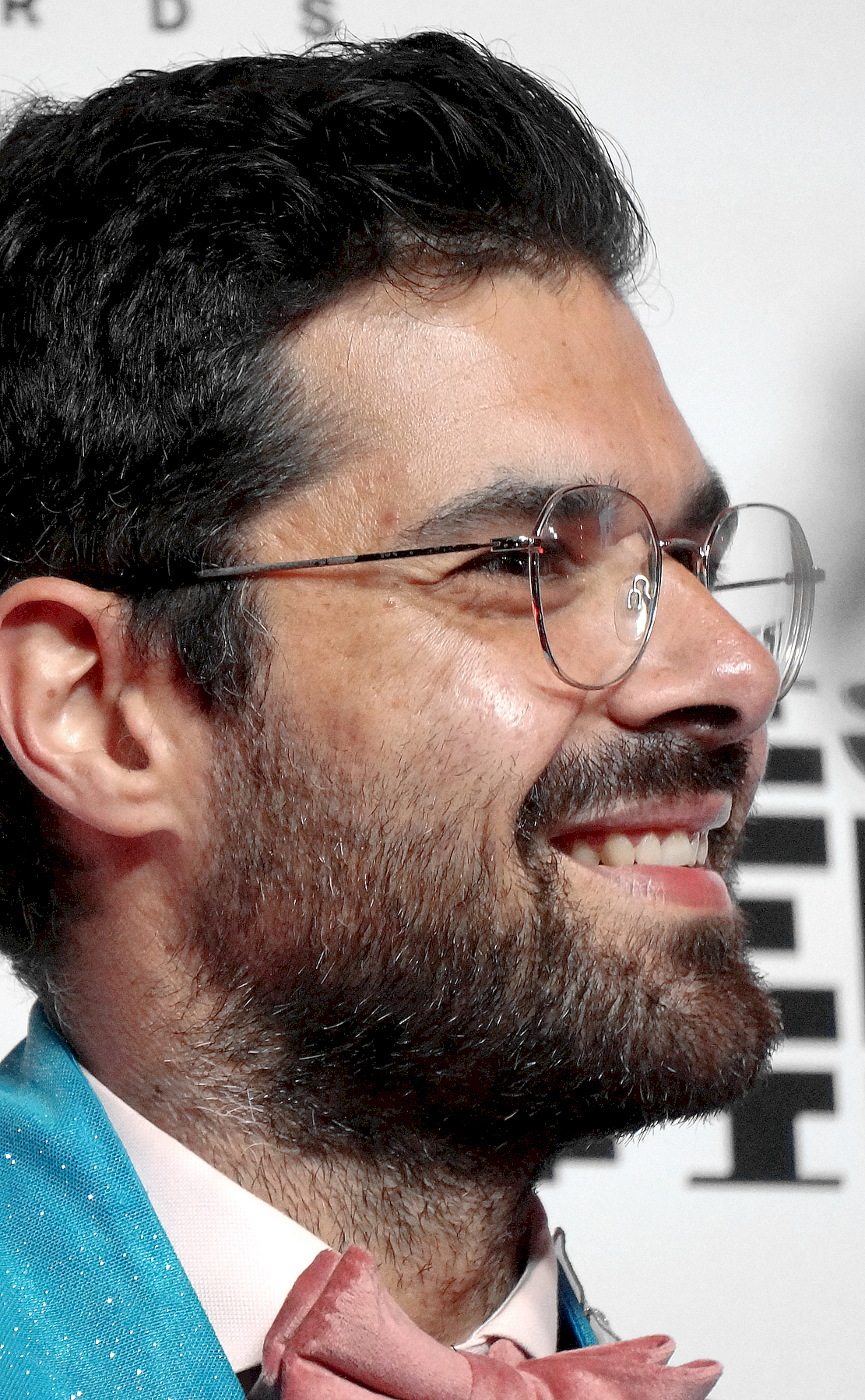
Mr Gay Belgium Imran Nawaz

Kết quả
| Hạng                    | Thí sinh             |
| ----------------------- | -------------------- |
| Mister Gay Belgium 2024 | - Imran Nawaz        |
| Á vương 1               | - Tim Lengeler       |
| Á vương 2               | - Jonathan Tilburghs |

Giải thưởng đặc biệt
| Giải thưởng | Thí sinh           |
| ----------- | ------------------ |
| Fotogeniek  | - Tom Glazemaekers |
| Charity     | - Imran Nawaz      |

Các thí sinh
| Thí sinh           | Tuổi | Quê quán            |
| ------------------ | ---- | ------------------- |
| Jarne Cackebeke    | 28   | Sint-Lievens-Houtem |
| Branco Craeyeveld  | 23   | Gent                |
| Jeroen Demaldré    | 25   | Dilbeek             |
| Tom Glazemaekers   | 35   | Merksem             |
| Justin Laevens     | 23   | Bissegem            |
| Tim Lengeler       | 35   | Asse                |
| Dima Lytvynov      | 28   | Antwerpen           |
| Imran Nawaz        | 35   | Rijkevorsel         |
| Ivan Selleslaghs   | 53   | Edegem              |
| Jonathan Tilburghs | 34   | Antwerpen           |
| Louis Wong         | 33   | Antwerpen           |